# 持続可能な都市モビリティ計画
持続可能な都市モビリティ計画（英語: Sustainable Urban Mobility Plan; SUMP）は、欧州で作成された地方自治体が戦略的なモビリティ計画に用いる計画概念である。持続可能な交通手段へ移行し、あらゆる交通手段の統合と均衡のとれた発展を促す。SUMPは、都市交通問題の解決、地域や広域の環境、社会・経済目標の達成に役立つ。持続可能な都市モビリティ計画は、「都市とその周辺地域の住民や企業の移動を充実させ、生活の質の向上を目的とした戦略計画である。既存の計画慣行を基に、統合、参加、評価の原則を適切に考慮したものである。

## 欧州の政策背景
2009年、欧州委員会は初めて都市モビリティに関する行動計画を採択し、持続可能な都市モビリティの目標を達成するために地方、地域、国の当局を奨励し支援する施策を提案した。また、2011年の運輸白書「欧州運輸圏への統合ロードマップ - 競争力があり資源効率の良い運輸システムに向けて」は、都市に持続可能な都市モビリティ計画を策定するよう勧告している。欧州委員会は、2013年12月に都市モビリティパッケージ「競争力があり資源効率の良い都市モビリティに向けて共に」を採択した。持続可能な都市モビリティ計画は、都市貨物配送、都市アクセス規制、都市部でのインテリジェント交通システム（ITS）ソリューションの展開、道路交通安全などとともに、都市モビリティパッケージで強調されている。都市モビリティパッケージの付録には、欧州連合全体の計画専門家と利害関係者間の議論と情報交換のプロセスに基づいて開発されたSUMPコンセプトの包括的な定義と説明が含まれている。現在、持続可能な都市モビリティ計画は、欧州における事実上の都市交通計画概念となっており、2013年に公表されて以来、この概念は欧州全域および国際的に広く取り上げられている。

## SUMPガイドライン
持続可能な都市モビリティ計画の策定と実施のためのガイドライン（SUMPガイドライン） は、主要執筆者であるRupprecht Consultが調整し、DG MOVE、CIVITAS SUMPプロジェクト、Eltis、INEA、DG REGIO、JASPERS、主要なモビリティ研究者を含む特別編集委員会が主導し、1年間にわたる熱心な関係者への働きかけにより完成した。ガイドラインは、ヨーロッパの都市のSUMPコミュニティと密接に協力して開発・検証された。更新にあたっては、複数の主要都市圏の参画により、都市と地域からの要望を取り入れるよう配慮された。ガイドラインは、8つの持続可能な計画原則(日本語解説)に基づいており、フェーズ1：準備と分析、フェーズ2：戦略策定、フェーズ3：対策計画、フェーズ4：実施とモニタリングまで、持続可能な都市モビリティ計画の全フェーズを説明している。各段階は複数のステップに細分化され、各ステップでは各都市のベストプラクティス事例、プロセスを支援するツールや手段、タスク、そして計画担当者向けのチェックリストが提示された。本文書には、用語集、包括的なチェックリスト、そして50以上の詳細な好事例を収録した付録が付属している。

## 目的と目標
持続可能な都市モビリティ計画（SUMP）は、都市と地域交通の全形態とモードを網羅する。都市圏における持続可能で高品質な交通とモビリティを提供し、アクセシビリティを向上させることがSUMPの目的である。SUMPは、市区町村など１つの行政区域毎ではなく、通勤圏を含む都市圏全体を対象とする。SUMPは、技術、インフラ、政策、ソフト面の対策を統合し、効率と費用対効果を向上させる。SUMPは、すべての利用者の基本的な移動需要を満たすことを目指している。SUMPのコンセプトは、参加型計画、垂直・水平統合、監視・評価・品質管理のメカニズムを重視している。

## 日本語版の提供と展開
日本語版SUMP「持続可能な都市モビリティ計画の策定と実施のためのガイドライン」は一般社団法人地域公共交通総合研究所が第2版(2019年改訂)を2022年に訳出(監訳:ウィーン工科大学 柴山多佳児、関西大学 宇都宮浄人,日本語訳:足達英一郎、今村朋範)し公開している。
また、書籍『持続可能な交通まちづくりー欧州の実践に学ぶ
宇都宮浄人/柴山多佳児著』（筑摩書房、2024年）ISBN 4480076514
、教材『地域交通リ・デザインe-ラーニング』や各種講習などで紹介されている。
日本では公共交通を収益事業とみなしているのに対し、欧州では公共交通を地域経営のツールとして位置付けている。しかし、日本でも収益事業として成立するのは人口が集中する地域に限られて、地域の持続性も課題となりつつあるため、SUMPの戦略的かつシステマチックな計画概念は今後重要性を増すと考えられる。
富山県は成長戦略の最大目標としてウェルビーイングの向上を目指すことをうたっており、欧州の新しい考え方と親和性があると判断し2024年度から5年間、地域交通戦略に、SUMPの要素を取り入れる。計画策定では、施策を検討する前にビジョンや目的を策定し、目指すべき姿の実現に向けた具体的な施策や役割分担などに議論をしながら詰めるバックキャスティング型を採用している。

## 参照
- 持続可能性
- 持続可能な輸送
- 持続可能な交通
- 地域交通計画（英語版）
- 交通計画
- 公共交通
- 車の使用に代わる選択肢（英語版）
- 持続可能な都市（交通に関するセクションを含む）
- 参加型計画（英語版）
- 完全な道路（英語版）
- 自転車フレンドリー（英語版）
- ウォーカビリティ
- 道路交通安全（英語版）